# Fletcher Benton
Fletcher Benton (Jackson (Ohio), 25 februari 1931 - San Francisco, 26 juni 2019) was een Amerikaanse schilder en beeldhouwer.

## Leven en werk
Benton studeerde van 1952 tot 1956 aan de Miami University in Oxford (Ohio) (BFA). Na zijn studie vestigde hij zich in San Francisco. Hij had daar in 1959 zijn eerste solo-expositie als abstracte schilder bij The Gump's Gallery en nam deel aan een groepstentoonstelling in 1961 in het California Palace of the Legion of Honor in San Francisco. In 1959 was hij docent aan het College of Arts and Crafts in Oakland, van 1966 tot 1967 aan het San Francisco Art Institute en van 1967 tot 1986 hoogleraar aan de San Jose State University in San Jose. In de late zeventiger jaren maakte hij zijn eerste driedimensionale en kinetische werken.
Hij kreeg in 2008 de Lifetime Achievement in Contemporary Sculpture Award van het International Sculpture Center in Hamilton (New Jersey). Zijn werken zijn onder andere te zien in het Whitney Museum of American Art in New York, het San Francisco Museum of Modern Art, het Stanford Museum of Art en het Denver Art Museum.
De kunstenaar woonde, werkte en overleed in San Francisco.

## Werken (selectie)
- Dynamic Rhythms Orange (Phase III) (1976), Franklin D. Murphy Sculpture Garden, Los Angeles
- Folded Square Alphabet D (1981), Berliner Straße/Kaiser Straße in Offenbach am Main
- Folded Square Alphabet "J" (1989)[2], Grounds for Sculpture in Hamilton (New Jersey)
- One Legged Table: Drop Leaf Arc (1990)
- One Legged Table: Stacked Boxes (1990)
- Steel Watercolor 91: China Moon (1990)
- Four Pole Pieces (1990), Pawling (New York)
- Double Folded Circle Ring (1992)[3], Euroclear in Brussel
- Folded Circle Broken Line (1993), particuliere collectie
- Folded Circle Trio (1993), Haas School of Businesss, Universiteit van Californië - Berkeley
- One Legged Table with Triangle (1993)
- Steel Watercolor Triangle Ring (1993), Barbarossaplatz in Keulen
- Cologne Construct: Floating Cube (1995)
- Steel Watercolor: Rusty Indian (1996), particuliere collectie
- Blocks on Blocks: One on Two Ring (1996), particuliere collectie
- Blocks on Blocks: One on Two, X (1996)
- Folded Circle 5 Rectangle (1999)
- Donut with 3 Balls (2002), DeCordova Sculpture Park and Museum in Lincoln (Massachusetts)
- Donut #7, Vancouver Biennale 2009/2011 in Vancouver

## Fotogalerij

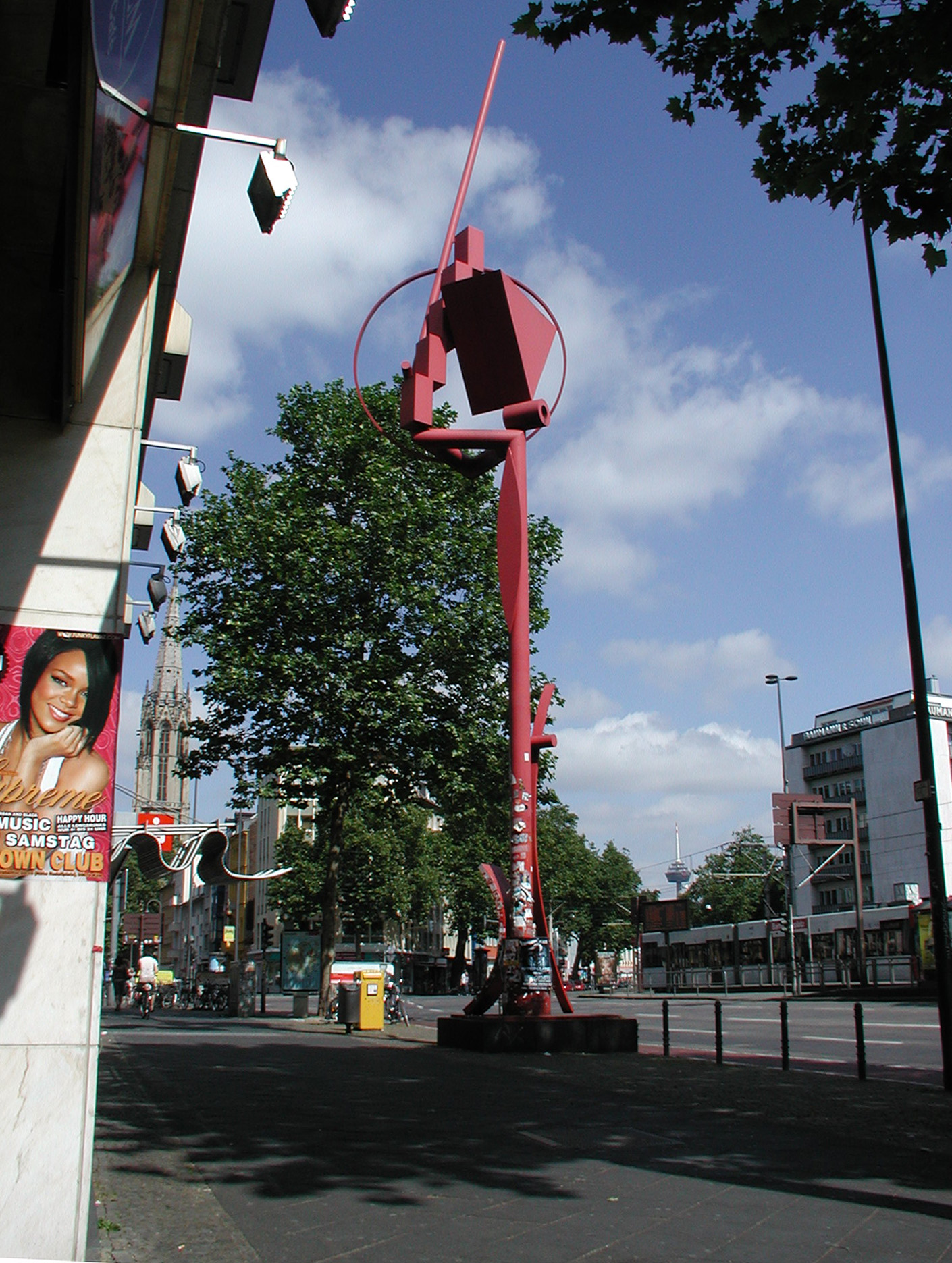
Steel Watercolor Triangle Ring (1993), Keulen
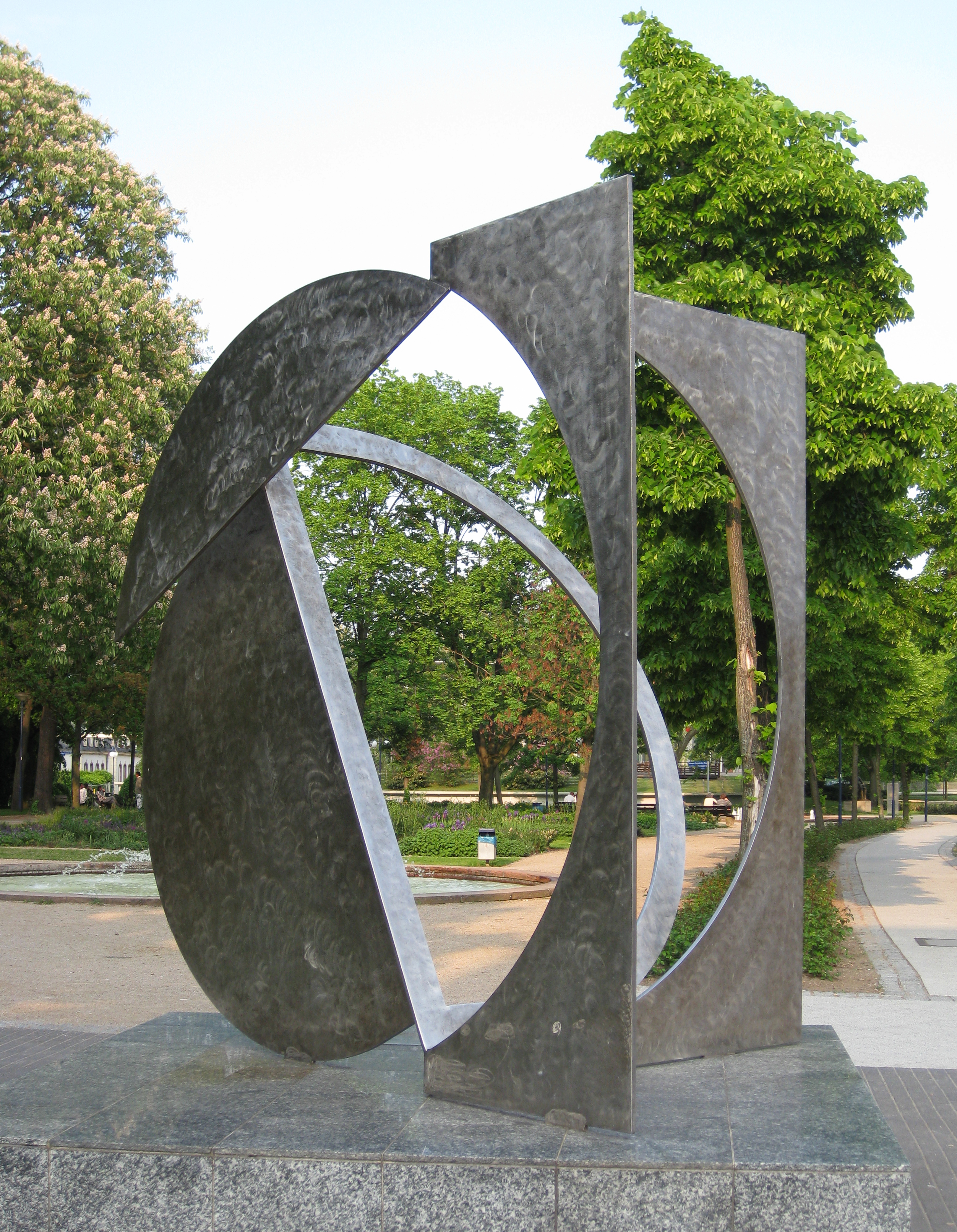
Folded Square Alphabet D (1981), Offenbach